# إلفيرا ساستري
إلفيرا ساستري (بالإسبانية: Elvira Sastre)‏ (1992، شقوبية في إسبانيا)؛ مترجمة، كاتِبة وشاعرة إسبانية. درست في جامعة كمبلوتنسي بمدريد.